# Al-Mukattam
Mukattam o al-Mukattam és un turó calcari proper al Caire (Egipte) entre Tura (al sud a la vora del Nil) i el Jabal al-Ahmar (la Muntanya Roja) al nord a la vora del barri cairota d'Abbasiyya, considerat sagrat. Abans de l'islam va tenir monestirs cristians, oratoris i cavernes d'ascetes, que li van donar aquest caràcter, i si bé les tradicions sobre el seu caràcter són variades, sent la més tradicional la que diu que fou la muntanya on Déu va parlar a Moisès.